# Umweltkonflikt
Ein Umweltkonflikt ist ein Konflikt, bei dem der Schutz oder die Gefährdung der Umwelt direkt und unmittelbar betroffen ist. Umweltkonflikte entstehen in der Regel als Reaktion auf Umweltbedrohungen, die zugleich negative soziale Auswirkungen haben.
Im weitesten Sinne handelt es sich um soziale Konflikte im Zusammenhang mit der Umwelt. Die Ursachen können unterschiedlich sein und verschiedene Akteure umfassen. Bei Ressourcenkonflikten handelt es sich um Auseinandersetzungen, die einen Bezug zu Zugang und Kontrolle über die Umwelt haben, während es auch Konflikte gibt, die aus der Umwelt selbst erwachsen, etwa durch Ressourcenknappheit, die wiederum sozialen Beziehungen belastet. Umweltkonflikte können sich als politische, soziale, wirtschaftliche, ethnische, religiöse, ideologische oder terroristische Konflikte manifestieren, die ihre Ursache in der Umweltverschlechterung haben.
Das Argument, dass Umweltkonflikte weitgehend auf Armut und Ressourcenknappheit zurückzuführen sind, steht in der Kritik, eine unpolitische Sichtweise darzustellen, die lediglich die Verfügbarkeit von natürlichen Ressourcen untersucht. Als Reaktion entstand in den 1970er und 1980er Jahren die politische Ökologie, die verstärkt zugrundeliegende Machtverhältnisse untersucht, die zu den Konflikten führt. Häufig geht es um Fragen der Umweltgerechtigkeit, vor allem im Zusammenhang mit den Rechten indigener Völker oder den Rechten von Bauern oder Gemeinschaften, die von den bedrohten natürlichen Ressourcen abhängig sind.

## Häufigkeit und Art der Konflikte

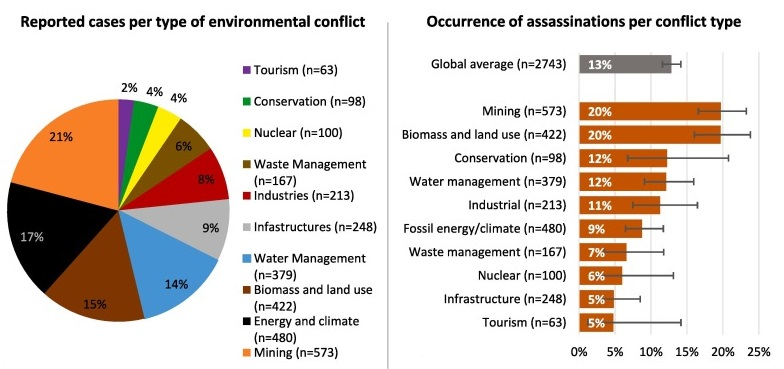
Gemeldete Fälle von Umweltkonflikten nach Konfliktart

Umweltkonflikte können verschiedene Formen der Gewalt annehmen, die oftmals subtil und nur schwer verfolgbar sind. Dazu gehört vor allem strukturelle Gewalt, also Gewalt, die in sozialen, politischen und wirtschaftlichen Strukturen verankert ist und zu Diskriminierung und sozialer Ungleichheit führt. In schweren Fällen kommt es zur Tötung von Umweltschützern.
Der Environmental Justice Atlas (EJAtlas) ist ein andauerndes Projekt, das Umweltkonflikte dokumentiert und Argumente und Anliegen von Umweltschützern erfasst. Das Ergebnis zeigt die Industriesektoren, die am häufigsten an Umweltkonflikten beteiligt sind: dazu gehören der Bergbausektor (21 %), der fossile Energiesektor (17 %), die Biomasse- und Landnutzung (15 %) und die Wasserwirtschaft (14 %). Zudem zeigt der Atlas auf, dass es einen deutlichen Unterschied zwischen den Konfliktarten in Ländern mit hohem und niedrigem Einkommen gibt, wobei es in Ländern mit niedrigem Einkommen mehr Konflikte um Naturschutz, Biomasse und Landnutzung sowie Wasserbewirtschaftung gibt, während sich in Ländern mit hohem Einkommen fast die Hälfte der Konflikte auf Abfallbewirtschaftung, Tourismus, Kernenergie, Industriegebiete und andere Infrastrukturprojekte konzentriert. Die Forscher konnten ebenso zeigen, dass die meisten Konflikte mit selbstorganisierten lokalen Gruppen beginnen, die sich gegen Rechtsverletzungen wehren, wobei der Schwerpunkt auf gewaltfreien Taktiken liegt.